# Arrup pylorus
Arrup pylorus är en mångfotingart som beskrevs av Chamberlin 1912. Arrup pylorus ingår i släktet Arrup och familjen storhuvudjordkrypare. Inga underarter finns listade i Catalogue of Life.